# Миягава Тёсюн
Миягава Тёсюн (яп. 宮川 長春; 1682 — 18 декабря 1753 г.) — художник укиё-э, прославился в жанрах бидзин-га и фудзоку-га, основатель школы Миягава. Творил под влиянием Хисикавы Моронобу.
Родился Тёсюн в провинции Овари, сейчас это префектура Айти. В подростковом возрасте перебрался в Эдо. Там он начал учиться живописи в школах Ямато-Тоса и Кано. Тёсюн Миягава на свитках изображал прекрасных женщин, а также жанровые сцены из жизни. При этом он никогда не прибегал к использованию техники ксилографии в своих работах.
У Тёсюна было множество учеников, в том числе его сын Миягава Сюнсуй, Миягава Иссё, Миягава Сюнтэй и Кацукава Сюнсё.

## Коллекции и музеи
- Метрополитен-музей
- Музей искусств Исикавы Нанао[англ.]